# 那卡西
那卡西是一種源自日本的賣唱模式，乃日文的音譯，賣唱者如同水一般流動，在各個旅館、餐廳、夜總會之間或替客人伴奏、或接受客人點歌演唱，故而稱之。

## 概要
那卡西的表演型態多半是表演者帶著歌譜、吉他（亦有手風琴、原木震盪器或其他樂器等），遊走在各餐廳、夜總會等聲色場所替客人伴奏，亦或是接受客人點唱表演。和卡拉OK最大的不同，那卡西藝人可視客人的歌聲變換旋律，就算客人是音癡亦能對應。不過那卡西藝人最大的苦惱便是應付爛醉如泥、死纏爛打的客人，對這種客人收錢簡直難上加難。

## 在日本的發展

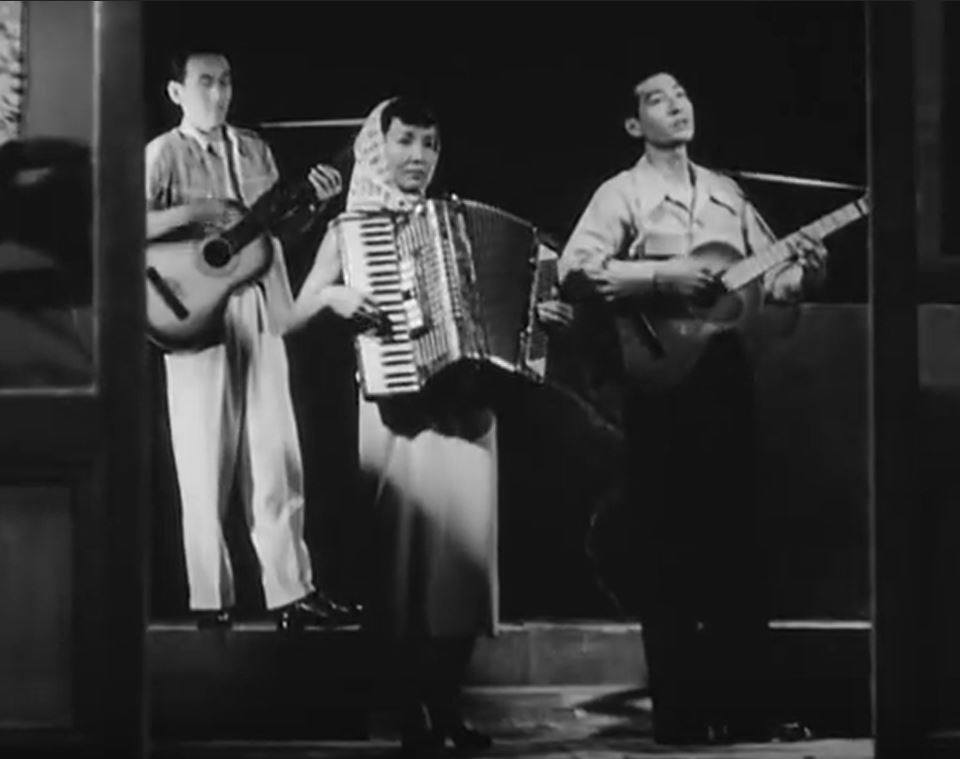
那卡西樂團。小津安二郎導演的電影《東京物語》(1953年)

1960年代日本的經濟起飛，卡拉OK機器尚未發明，新宿黃金街、歌舞伎町、新宿三丁目等一帶開設許多小吃店、酒吧、居酒屋等，許多酒客在酒酣耳熱之際難免會引吭高歌、炒熱氣氛，那卡西藝人便應運而生。這些那卡西樂團帶著一、兩千曲的歌譜、木吉他等器材，在各店之間幫客人伴奏或接受點唱。以1998年新宿黃金街為例，當時的行情大約伴奏一曲500日圓、三曲1千日圓。甚至有些頗有名氣的那卡西團組接受按小時計酬，至於費用則雙方商量議定。
演唱或伴奏的曲風多變，軍歌、民謠、歌謠曲、流行音樂等皆有，但畢竟客人年齡層偏高，所演唱的歌曲也以懷舊復古為主流。有許多演歌歌手都是從那卡西出身，諸如北島三郎、五木宏、渥美二郎、遠藤實、諏訪親治等；其中遠藤實後來成為了作曲家。

## 在臺灣的發展
那卡西在臺灣的起源與溫泉息息相關，臺北北投以溫泉出名，故被視為發源地。日治時期日本人在當地經營的溫泉旅館收費較高，藝妓的表演以三味線、能樂為主；至於臺灣人經營的收費則較低廉，表演節目也以南管樂曲、本土歌謠為主。最早的那卡西表演型態以自彈自唱居多，一人演奏樂器、一人吟唱，後來才有接受客人點唱的服務，巔峰時期常見兩個樂手搭配一個女歌手的組合。至於樂器方面，最早先是三味線，逐漸轉變成手風琴、吉他、薩克斯風等具西洋風味的樂器，後來演進成電吉他、電子琴等電子樂器。
在1980年代的極盛時期，北投每家溫泉旅館都擁有3至7個那卡西樂團，整個溫泉區則多達上百團。除了當時流行的創作歌謠外，也有從日語歌曲重新填詞的音樂作品。那卡西藝人必須熟記上千首歌謠以應付客人點歌，包括國語、臺語、粵語、英語、日語等；客人點歌後則迅速找到該樂譜開始演唱。此外尚有待命支援的那卡西樂團，電話一叫服務馬上就到，以應付溫泉旅館的急需。促成這些那卡西樂團在各溫泉旅館間移動的最大功臣，當屬限時專送的機車隊。由於北投一帶的道路狹窄彎曲，汽車無法深入，故盛行機車接送服務。
1990年代之後隨著實施廢娼制度、掃蕩八大行業政策、經濟不景氣的影響，北投溫泉業開始沒落；再加上卡拉OK、KTV興起，那卡西這個行業逐漸式微，機車接送服務也跟著每況愈下。
著名的那卡西歌手有下述：
- 黃乙玲
- 金門王、李炳輝
- 江蕙
- 江淑娜
- 陳明章
- 張蓉蓉

### 腳註
1. ↑  請見（日語）遠藤実プロフィール （页面存档备份，存于）。
2. ↑  當然，機車隊載送的也包含特種營業小姐（俗稱「貓仔」）。
3. ↑  地方特色：那卡西 （页面存档备份，存于）。

### 文獻
- 臺北市北投區公所 ─ 那卡西 （页面存档备份，存于）
- MOOK景點家：沿著北投那卡西足跡，踏上溫泉鄉美好舊時光 （页面存档备份，存于）